# Antonín Tesař
Antonín Tesař (* 2. prosince 1963 Kroměříž) je český fotograf. Ve své tvorbě se věnuje především fotografii aktu, portrétní fotografii, okrajově i zátiší. Ve své tvorbě se inspiruje tématy z mytologie, náboženství nebo díly starých mistrů. Jeho snímky jsou na první pohled barevné a záměrně využívají prvoplánové, jednoduché estetiky popkultury, to však často vzápětí přebíjí nečekaným absurdním detailem nebo šokujícím spojením.

## Životopis
Dětství strávil v rodné Kroměříži. Na základní škole navštěvoval 5 let Lidovou školu umění. Po ukončení základního vzdělání se hlásil na Střední umělecko-průmyslovou školu v Uherském Hradišti obor grafika. Složil talentové zkoušky, ale přijat nebyl. Pokračoval na SPŠ v Hodoníně, obor stavební hmoty. Po škole pracoval krátce v Okresní knihovně v Kroměříži jako knihovník. Inscenované fotografii se začal intenzivně věnovat od roku 1989. Od roku 1999 vystřídal řadu zaměstnání (drogista, číšník, provozovatel baru). V současné době (2020) pracuje v reklamní společnosti GRAPO, na pozici tiskaře.[zdroj?]

## Dílo

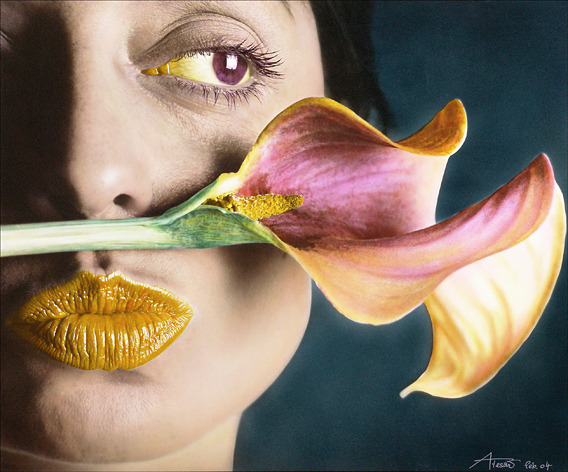
Antonín Tesař: Portrét s květinou, 2004

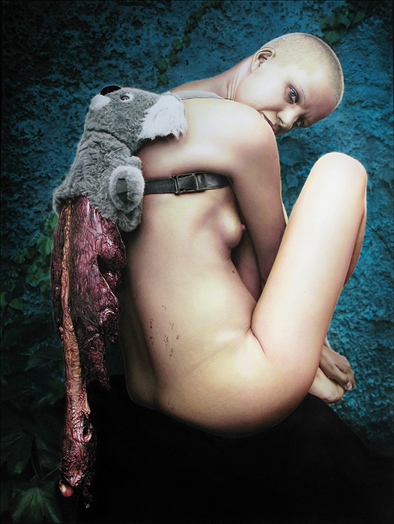
Antonín Tesař: Koala, 2011

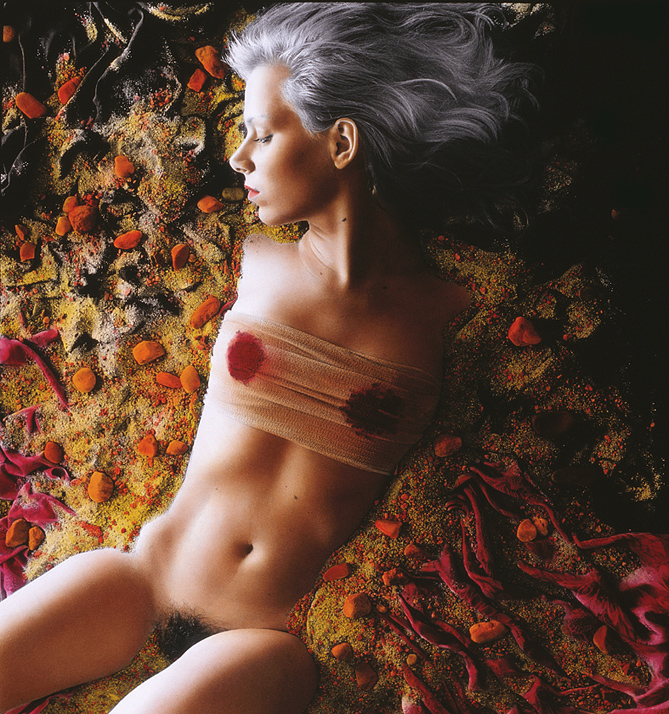
Antonín Tesař: Amazonka, 1993

Antonín Tesař, člověk na první pohled nesmělý až bojácný, se v r. 2017 neocitl mezi třemi autory výstavní kolekce nazvané „Provokatéři české fotografie“ náhodou. Počátkem třetího tisíciletí dráždí stejně silně, jako dráždil od 70. let minulého století Jan Saudek a deset let před ním Taras Kuščynskyj. Všichni tři si dovolili svým dílem výrazně vybočit z řady. Bořit vžité zvyklosti. Provokovat. Zatímco však Kuščynskyj tak činil adorací romantického propojení nahé krásy ženy a přírody a Saudek ostentativní živočišností lidského rodu, Tesař migruje vesmírem zvláštní perverze, kde život a smrt, bolest a slast, normalita a odlišnost, tělesnost a duševnost, ba dokonce hnus a krása se vzájemně prolínají a spějí k rozčilující až pobuřující hybridnosti. A přestože dílo všech tří budilo ostře protichůdné reakce, Antonín Tesař je přímo ukázkovým příkladem tvůrce, který vyvolává buď jednoznačný pocit znechucení, anebo pravý opak. A vůbec nic mezi tím.
Obrazy Antonína Tesaře se ze širokého proudu současné inscenované fotografické tvorby, a to nejen české, vymykají čímsi těžko popsatelným, ale naléhavým. Jako by je všechny obestíral zvláštní přízrak smrtelnosti. Ohrožení, limitovanosti života. Někdy zřetelnější, jindy jen vzdáleně tušený. Leitmotiv lebek, krve, částí zvířecích končetin, vypreparovaných vnitřností či jen jejich náznaku prostřednictvím rudohnědé látky či hmoty a dalších symbolů zmaru je všudypřítomný. Autorův smysl pro absurditu spojenou s ironií však tomuto přízraku dokáže dávat tragikomický ráz. Z vnitřností je tu pojednou slušivá kabelka, vesta, mondénní batůžek či pás, palec nebožtíka označený visačkou prosektury se ocitá v ústech nahé ženy, vyoperované plíce se v něžných dívčích rukách stávají potravou volavky…

Tesařova tvorba je osudově poznamenána fenoménem smrti. Jejím tajemnem. V tomto ohledu Tesař není svobodný. Zřejmě už napořád se bude díky své životní anabázi pohybovat v jejím vlnovém pásmu. Stejně, jako ve vlnovém pásmu erotiky. Vždyť souvislost smrti a sexu, toto záhadné, démonické sepětí, vzrušovalo už umělce doby romantismu. A je to právě toto „osudové poznamenání“, jakýsi cejch, z něhož pramení jedinečnost fotografických inscenací Antonína Tesaře.
Daniela Mrázková (listopad 2018)

## Technika
Od prvních fotografií používá v procesu klasické fotografie akvarelové barvy. Tuto techniku dále rozvíjí na míchání transparentních vrstev na samotném pozitivu aby dosáhl barevné škály stejně, jako se o to snažili impresionisté. Díky tomu trvá výroba jedné fotografie i několik týdnů a stává se tak u sběratelů ještě více ceněnou. Fotografuje na negativy formátu 6x6 cm a od roku 2001 na velikost negativu 9x12 cm. Jeho analogové fotografie jsou vyrobeny klasickým chemickým procesem tří lázní.[zdroj?]

## Výstavy

### Samostatné výstavy
- 1991 – Ostrava – Galerie Foma
- 1993 – Bratislava – Měsíc fotografie, Slovensko
- 1993 – Praha – Galerie Jednorožec s harfou
- 1994 – Praha – Galerie Vltavín
- 1995 – Pelhřimov – Galerie K
- 1997 – Třebíč – Galerie Malovaný dům
- 1997 – Olomouc – Galerie K. Dostálové
- 1998 – Bratislava – Měsíc fotografie, Slovensko
- 1999 – Hodonín – Galerie umění v Hodonině
- 2004 – Praha – Galerie Vltavín
- 2005 – Olomouc – Galerie Mona Lisa
- 2008 – Kolín nad Rýnem – In focus Galerie, Německo
- 2018 – Otrokovice – Městská galerie Otrokovice
- 2022 – Praha – Galerie Vltavín
- 2022 – Olomouc – Galerie Mona Lisa

### Společné výstavy
- 2007 – Lipsko – Kameramuseum Mölkau, Ästhetik der Lüste – In focus Galerie, Kolín nad Rýnem, Německo
- 2010 – Exposed – Nude Photography in the XX. Century, In Focus Galerie, Kolín nad Rýnem, Německo
- 2011 – Mezinárodní veletrh umění ART.FAIR. Kolín nad Rýnem – In focus Galerie, Německo
- 2013 – Czech Photo Gallery – THE BEST OF AKT/NUDE – (Kuščynskyj, Brunclík, Saudek, Tesař, Vano), Praha
- 2013 – Galerie Mona Lisa – Michal Macků / Antonín Tesař – Olomouc
- 2015 – Mezinárodní veletrh umění ART.FAIR. Kolín nad Rýnem 24. - 27. září – In focus Galerie, Německo
- 2015 – In focus Galerie – Love is... 24. října – 22. prosince, Kolín nad Rýnem, Německo
- 2016 – Mezinárodní veletrh umění ART KARLSRUHE 17. - 21. února In focus Galerie, Německo
- 2016 – Galerie STP – TSCHECHISCHE FOTOGRAFIE – (Michal Macků, Jan Saudek, Antonín Tesař) – 28. října - 12. prosince Greifswald, Německo
- 2017 – Czech Photo Centre – PROVOKATÉŘI ČESKÉ FOTOGRAFIE – (Kuščynskyj, Saudek, Tesař) – 14.6.-8.8. Praha[2]

## Publikace
- 2021 – Démoni s andělskými křídly (Vltavín, ISBN 978-80-86587-71-4)[3]

## Galerie

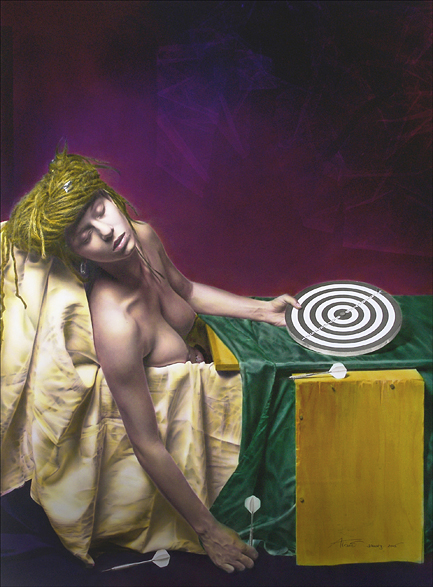
Antonín Tesař: Smrt hráče šipek, 2005, inspirace dílem malíře Jacques-Louise Davida
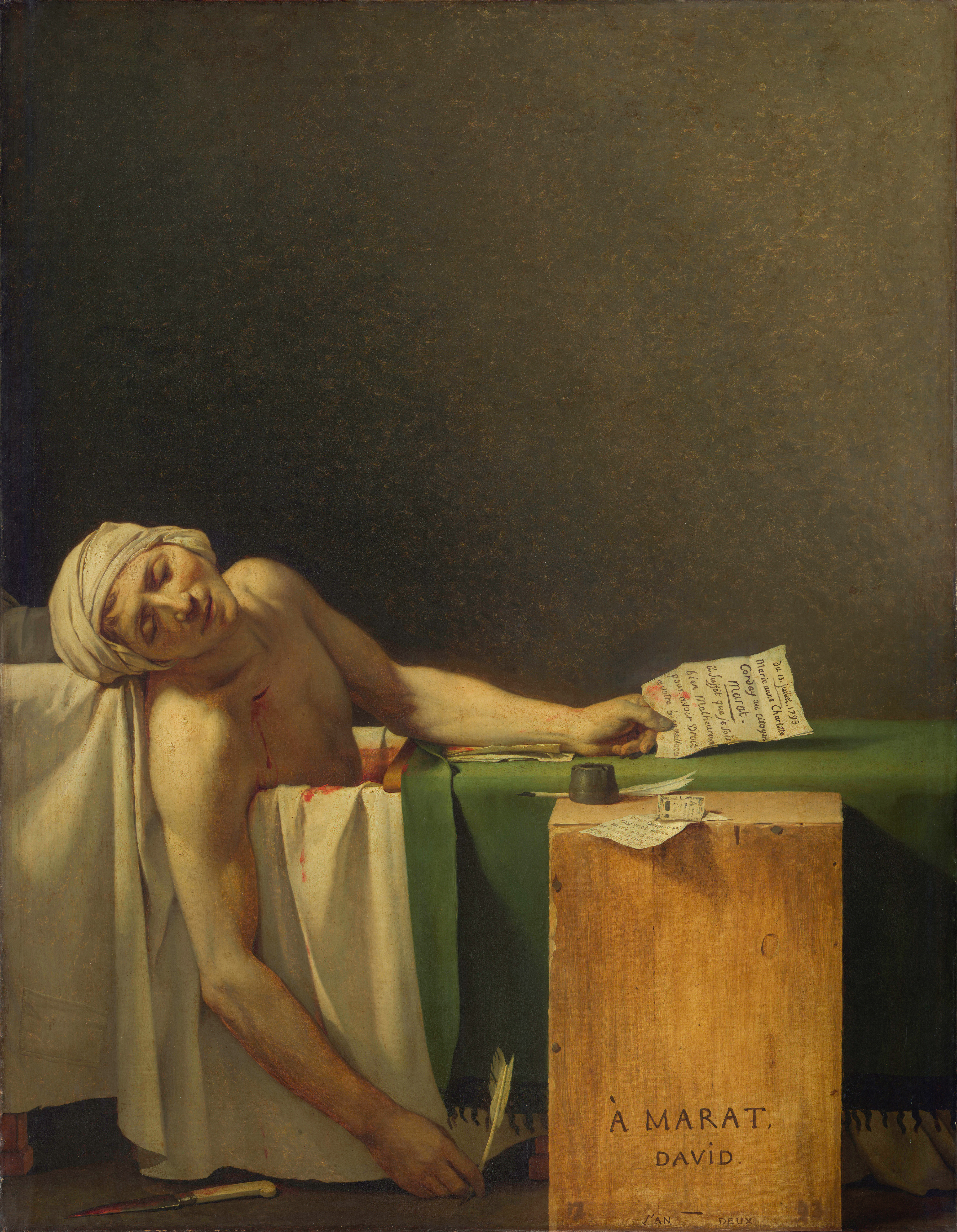
Jacques-Louis David: Maratova smrt, 1793